# Віньяо
Віньяо (англ. Winyaw, Winyah, Weenee) — північноамериканське індіанське плем'я Південно-східного Вудленда. Можливе значення назви — «люди чорної води».

## Території
Плем'я мешкало в районі затоки Віньяо, Чорної річки та нижньої течії річки Пі-Ді в Південній Кароліні.

## Мова та культура
Мова віньяо належала до сіуанських мов.
В культурному відношенні віньяо були близькими до піді та ваккамо.

## Демографія
Чисельність віньяо на 1715 рік складала 106 осіб (з них — 36 дорослих чоловіків) в єдиному поселенні.

## Історія
Віньяо воювали на боці англійців під час Тускарорської війни у 1711 році, але пізніше припинили участь у війні.
Імовірно, воювали також на боці колоністів проти племені ваккамо у 1720 році.
Приблизно до 1760-х років плем'я повністю зникло, можливо, об'єднавшись із сусідніми народами.